# 香港巴士總站
香港巴士總站是指香港巴士路線作為終點站的地方。大多數巴士總站都有多條路線使用，而不少巴士總站附近都有一些人流甚高的設施，例如港鐵車站、住宅區、商場、工商區等。由於香港土地有限，不少巴士總站用地被用作綜合項目，上蓋興建住宅、商場等建築。

## 分類
按照不同類型的路線，香港的巴士總站大致上可以分為：
跨境巴士站：
在這些總站開出的是城際客車（香港稱為直通巴），前往中國內地其他城市（主要為廣東省內城市），例如柯士甸道跨境巴士總站。
巴總站：
這些總站開出的巴士大多是城內路線，前往香港不同地區，在香港，大多數巴士總站都屬這類型。這些巴士總站多設在住宅區，工商業區域或鄰近其他交通工具的總站附近，服務需要來往住宅區至工商業區域通勤或由鐵路/飛機轉乘的乘客。例子有天水圍市中心公共運輸交匯處，中環（交易廣場）巴士總站，機場（地面運輸中心）巴士總站和紅磡車站公共運輸交匯處。有一些巴士總站附近曾經有一些高人流的設施，但隨著時代的過去，這些設施已經消失或者重要性大不如前（最常見的例子是碼頭），人流大減，導致這些總站的作用轉變成用作擺放車輛。例子有佐敦（渡華路）巴士總站和觀塘碼頭巴士總站。另外，由於繁盛的地區空間有限，不少途經這些繁盛地區的巴士，總站會設於鄰近地區，如中環（總站設於上環）、銅鑼灣（總站設於銅鑼灣（天后）、灣仔碼頭等）、尖沙咀（總站設於紅磡、西九龍填海區等）、觀塘（總站設於油塘、藍田等）。

## 巴士總站的設施
- 站坑

即各綫巴士停泊的坑位，亦設有月台，方便乘客上下車。
- 站柱

即安放於各綫巴士月台上的金屬直柱，主要懸掛
1. 路線資料紙：顯示巴士路線的詳細行走路線、班次、收費等，通常放在路線資料盤（俗稱「乳豬盤」，因九巴的路線資料盤的形狀和顏色與燒臘店盛放乳豬的盤相近，而資料紙則俗稱「乳豬紙」）內。
2. 站牌：顯示候車的位置和路線編號，總站名稱等。

- 售票處

通常設在跨境巴士站，乘客在售票處購票後可以直接上車，由於香港境內的專利巴士路線都是在車上付款（通常是上車付款，個别九巴通宵巴士路線下車付款，城巴部分來回赤柱的路綫在淺水灣或赤柱付款）。加上八達通的普及，故普通巴士總站多不設售票處，只有香港國際機場和港珠澳大橋香港口岸的城巴及龍運巴士顧客服務中心設有售票處，售賣巴士車票。
- 候車間

通常設在跨境巴士站或售票處所在的商場（如時代廣場、圓方、形點），全港專營巴士總站首個「空調候車亭」（Passenger Waiting Longue）位於藍田公共運輸交匯處的九龍巴士42C線候車月台,亭內可同時容納40位乘客候車，並設有照明設施、座椅、排隊設施、班次顯示屏，更裝設廣播系統，定時以廣東話、英文及普通話提示乘客下一班車的開出時間和車費，以及在有需要時為候車乘客提供最新九巴資訊。相隔16年後，龍運巴士在港珠澳大橋香港口岸公共運輸交匯處設置「乘客候車室」，設有空調、座椅、班次顯示屏，提供基本設備及龍運路線資訊，但不設排隊設施。於2021年落成的裕民坊公共運輸交匯處，與商場室內空間整合,成為全港首個設有空調候車區的巴士總站。
- 站長室

供站長在內工作，並配備有電腦供站長安排車務，九巴旗下總站的站長室更設有有線或無線網絡，直接接駁九巴總部，站長可以把車務資訊即時傳送回總站，乘客亦可以到站長室詢問站長有關路線的資料。但出於成本考慮，部分巴士總站的站長室並無站長長駐，站長室只供車長查閱下班車開車時間及休息之用。
- 路線資料屏

只在部份巴士總站使用，顯示總站內各路線開車時間和收費。
- 茶水站

為該總站的巴士公司職工，包括車長和站長等提供膳食服務，雖然這些茶水站的發牌條件之一是只可以服務巴士公司職工，但和普通工廠的食堂一樣，由於當局執法不嚴，這些茶水站多亦會招待普通顧客。近期九巴亦批出一些巴士總站的茶水站供飲食集團經營，如尖沙咀天星碼頭公共運輸交匯處交由鴻福堂承辦，這些茶水站任何人皆可惠顧。
- 維修站

部份巴士總站設有維修站，長駐有維修技工和配備有巴士零件，為該總站和附近總站的巴士提供簡單的修理。
- 顧客服務中心

小部分總站（如屯門市中心）設有顧客服務中心，接受乘客查詢及意見、售賣紀念品/巴士模型、派發單張/路線圖/資料、提供八達通增值等，而香港國際機場地面運輸中心的城巴及龍運巴士顧客服務中心亦售賣機場巴士車票。
- 公共廁所

由於遭到司機和乘客的投訴，運輸署自2006年起更新巴士總站標準，新建的巴士總站已經設立公共廁所。

## 巴士總站的設計

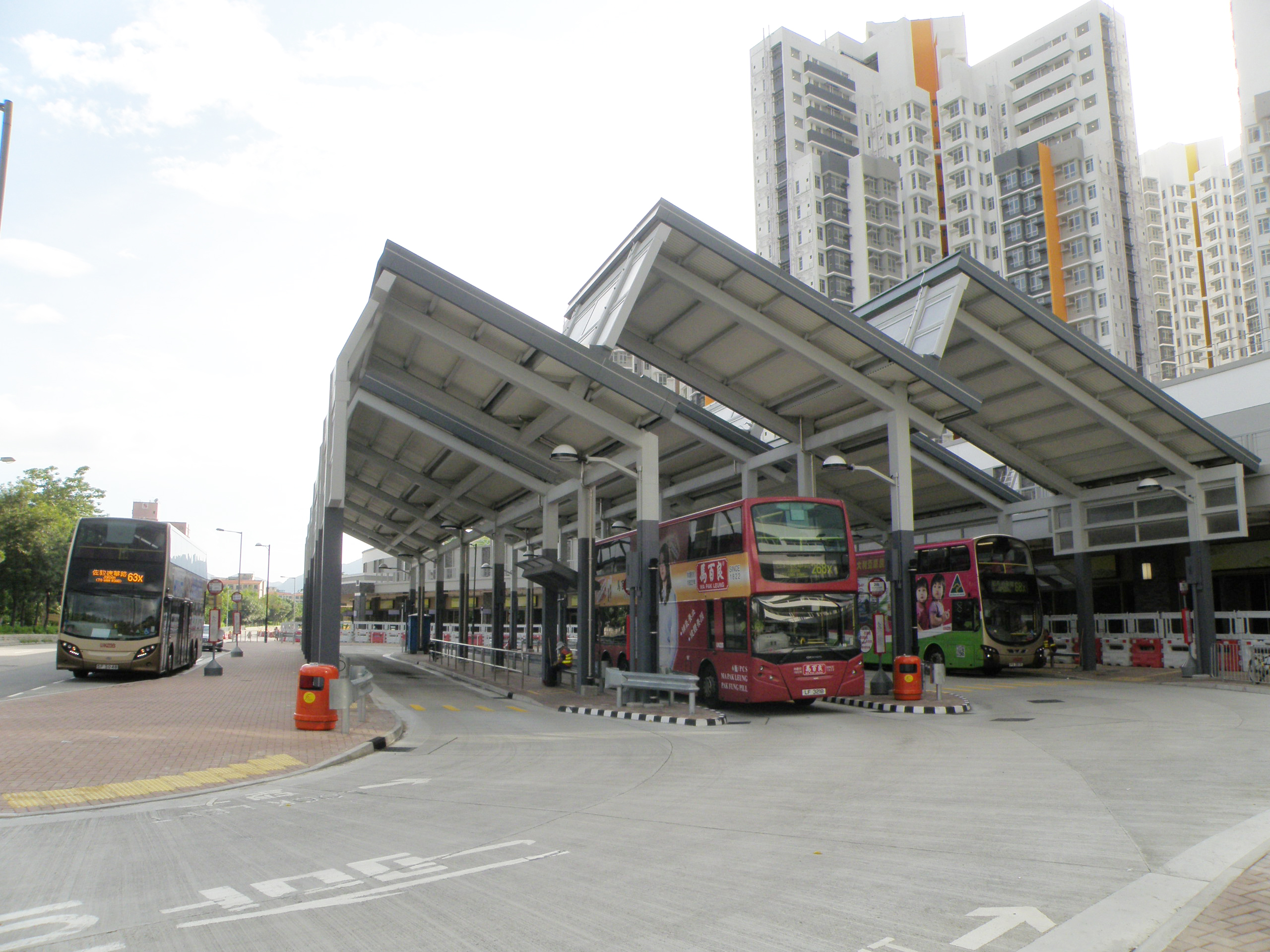
洪福邨公共運輸交匯處，為坑位型巴士總站

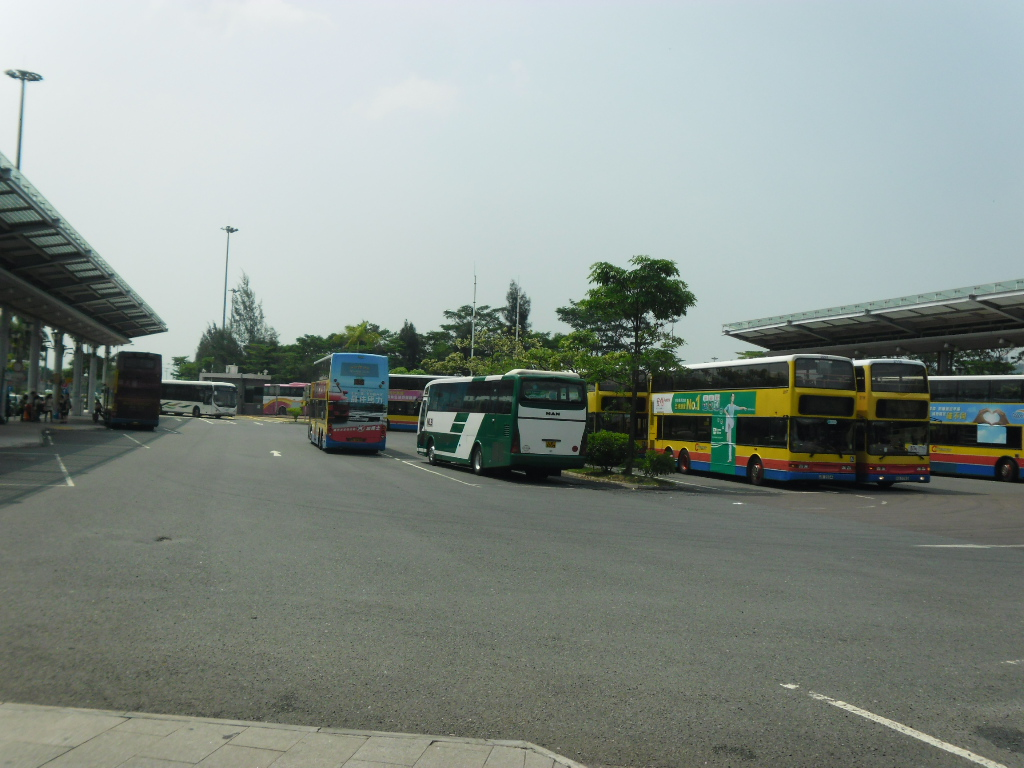
深圳灣口岸公共運輸交匯處，為鋸齒型巴士總站

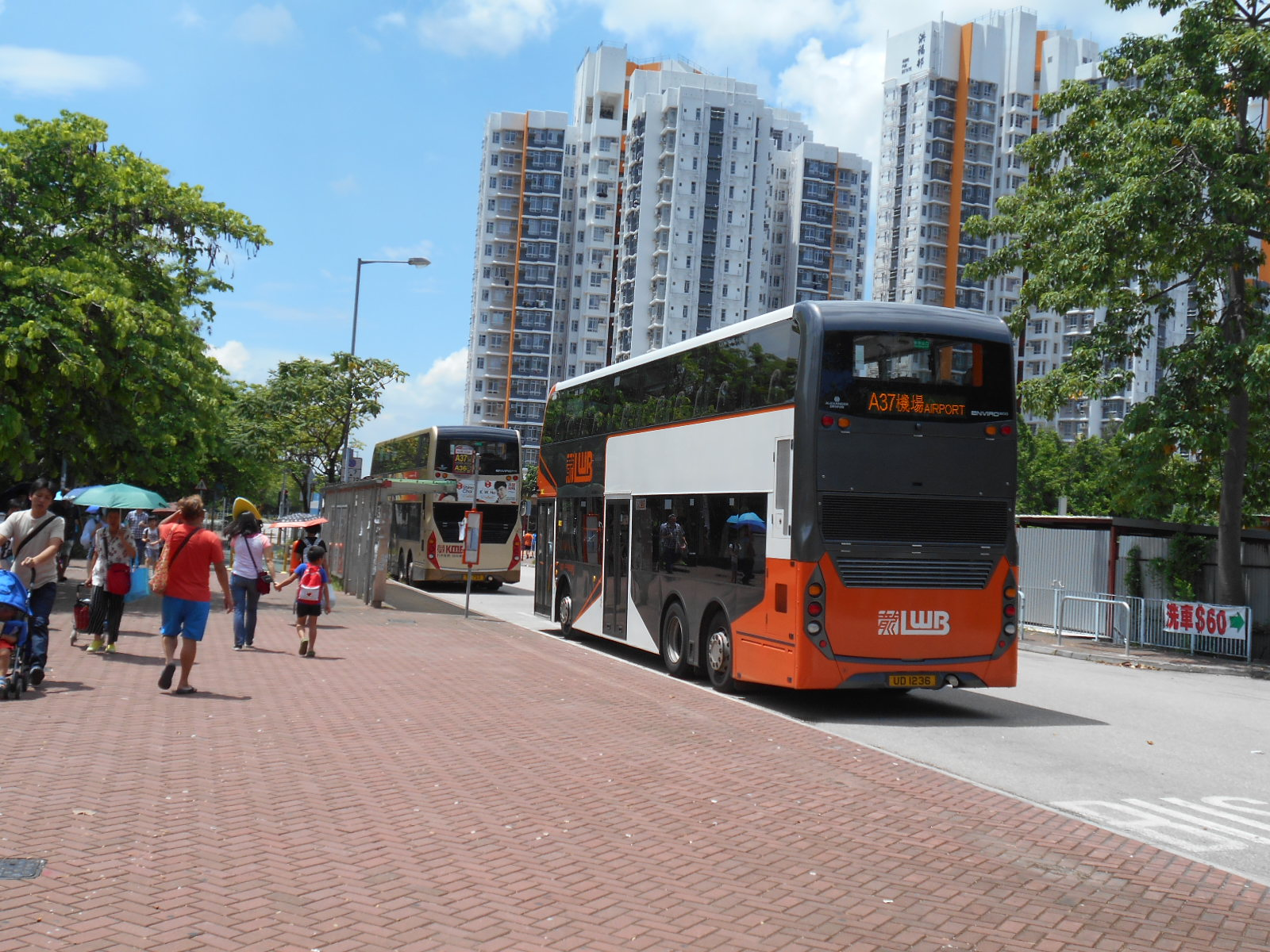
洪水橋（洪元路）巴士總站，為路邊型巴士總站

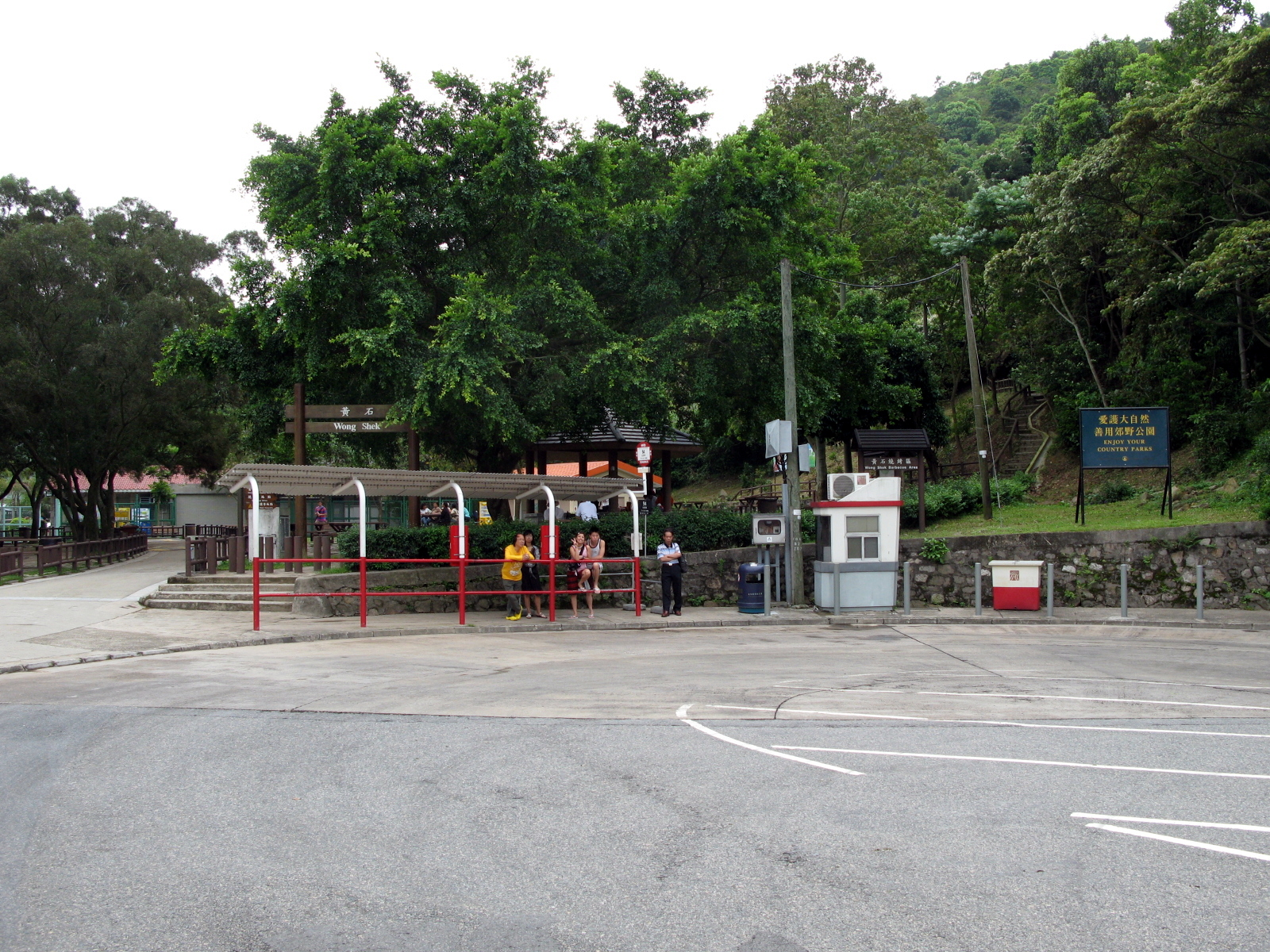
黃石碼頭巴士總站，為迴旋處型巴士總站

在香港，有各式各樣的巴士總站設計，每個巴士總站的設計都不盡相同。但大致上可以分為：
- 坑位型

最常見的巴士總站類型，站內有不同的車坑供路線使用。主要是單坑（只有一條車道）和多坑（有數條車道），例子有康盛花園巴士總站、洪福邨公共運輸交匯處。
- 鋸齒型

站內有很多呈鋸齒型的巴士站，中間有一些停泊區，供巴士在未開出時停泊。這可以令巴士站的空間得以善用，因為坑位型巴士站，巴士未開出時，會停在坑位中，這會阻礙其他巴士駛過，故大部份坑位型的總站，每條車坑只可供一條路線使用，但是在鋸齒型巴士站，巴士未開出時可以停在停泊區，不會阻礙其他巴士駛過，可以容許多條路線使用一個巴士站。自1990年代起，這設計越來越多套用於多路綫停泊的新式巴士總站，如寶林巴士總站、青衣站公共運輸交匯處、深圳灣口岸公共運輸交匯處。
- 路邊型/普通分站型

純粹是一個普通的路邊巴士站，但用作巴士終點站之用，這些總站設在的巴士站，如果是全日路線，要不是只有一條線使用，或是班次較疏的路線使用，就是一個很長的巴士站，例子有將軍澳新市鎮發展前的調景嶺巴士總站、洪水橋（洪元路）巴士總站。而一些繁忙時間服務的路線（尤其是單向路綫）或班次較疏的路綫，也很多以普通分站作總站，因為巴士無需要等候開出，只需要隨便找一個地方停下等候，直到開車時間便可以直接駛到巴士站接載乘客，例子有九龍巴士74D線、273C及271P線的九龍坑總站，這在平時只是一個普通分站。部分巴士總站由於設在較繁忙的街道，甚至在車位緊張的地區更會出現違泊的情況，阻礙巴士進入巴士總站，影響班次。
- 迴旋處型

總站設在迴旋處，方便巴士調頭，這設計出現在只有很少空間的巴士總站，由於這些巴士總站的空間有限，使用的巴士路線多要使用長度較短的巴士行駛。例子有黃石碼頭巴士總站、赤柱炮台巴士總站。

## 已停止使用的巴士總站
- 啟德機場（貨運站）

位於前啟德機場貨運站（現機電工程署總部大樓）外，原為九龍巴士25號線總站，於1976年1月5日啟用。1985年7月8日25號線取消，改由九龍巴士5D線途經該站，後因啟德機場搬遷後客量大幅減少，5D於1999年7月31日不再繞經此站，而此站所在的貨運道亦在之後拆除，及後改建為承啟道。
- 佐敦道碼頭巴士總站

位於九龍油尖旺區佐敦西南海傍，於1924年建成，1996年碼頭被拆卸，1998年部分路綫遷往九龍站公共運輸交匯處。2003年因配合西九龍填海計劃而被拆卸，以此站為總站的路線俱遷往佐敦（匯翔道）巴士總站，現址為港鐵九龍南綫柯士甸站及其附近的土地。
- 佐敦（匯翔道）巴士總站

為臨時總站，負責安置佐敦道碼頭巴士總站的路綫。由於所在土地需要用作廣深港高速鐵路西九龍站發展，故由2009年12月20日起，除110及296D搬往九龍站外，其餘路線均搬往佐敦（渡華路）巴士總站，現址為高鐵西九龍站。
- 佐敦（渡華路）巴士總站

為安置佐敦（匯翔道）巴士總站巴士路綫的臨時車站。隨香港西九龍站工程完成而於2018年9月17日搬到對面位於香港西九龍站以北的西九龍站巴士總站。政府計劃以短期租約方式把現址轉作臨時停車場，預料可提供約700個私家車泊車位，替代受中九龍幹線工程影響而須拆卸的油麻地停車場大廈。
- 啟德機場巴士總站

位於九龍九龍城區啟德客運大樓南面，屬德高道的路段，1962年啟用，1998年7月6日因機場遷址而停用，其後一直成為啟德大笪地的露天停車場。原址用地於2022年10月招標出售，將重建為私人屋苑。
- 紅磡碼頭巴士總站（第一代）

位於九龍九龍城區紅磡灣西北岸，後來九廣鐵路九龍站擴建，加上紅磡灣填海工程，碼頭於1991年3月17日遷址至黃埔花園第9期南面的新紅磡碼頭。
- 紅磡碼頭巴士總站（第二代）

位於黃埔花園第9期南面的新紅磡碼頭，於2019年1月12日停用，所有路綫於同日改以旁邊香港嘉里酒店下的紅磡（紅鸞道）公共運輸交匯處為總站。
- 大角咀碼頭巴士總站

詳見奧運站巴士總站及大角咀碼頭。
- 深水埗碼頭巴士總站

位於欽州街盡頭近富昌邨，鄰近深水埗碼頭。因填海工程後土地發展而於1999年3月7日封閉，所有路綫遷往深水埗（東京街西）巴士總站，現址為富昌邨，僅餘一條車道供前往深水埗（欽州街）巴士總站的路綫掉頭。
- 南昌站公共運輸交匯處

位於深旺道旁，於2003年11月14日啟用，以配合九廣西鐵南昌站啟用。根據深水埗區西北九龍填海區第6號綜合發展區地盤的發展計劃，此站將會與深水埗（東京街）巴士總站合併，並以擴建後者取代此站。南昌站公共運輸交匯處於2012年9月29日永久封閉，所在地被收回以發展南昌站上蓋項目（匯璽及基座商場V Walk）。使用此站的巴士路線已遷往深旺道（富昌邨）（中途站）和深水埗（東京街）巴士總站。
- 深水埗（東京街西）巴士總站

於1999年3月7日啟用，以取代深水埗碼頭巴士總站。因發展海達邨而於2016年10月5日封閉，所有路綫在同日遷往長沙灣（深旺道）巴士總站，現址為海達邨海盛樓及基座巴士總站。
- 觀塘（月華街）巴士總站

配合觀塘市中心重建而於2009年8月9日凌晨2時停用，原址發展為觀月·樺峯及基座社區設施。所有路綫在7月12日至8月9日分階段遷往觀塘（裕民坊）巴士總站及觀塘站巴士總站，亦有路綫改為循環綫運作。
- 象山巴士總站| 位於象山邨秀山樓對面。為配合高鐵香港段工程，已於2010年10月25日封閉，原址重建為廣深港高速鐵路城門通風樓，所有途經路綫改用秀山樓外的新迴圈掉頭。
- 大坑墩巴士總站
- 大坳門巴士總站
- 元朗（東）巴士總站

巴士總站於2017年5月28日停止運作，用地收回以興建The YOHO Hub。使用該總站的九龍巴士53線於同日遷往元朗站公共運輸交匯處。
- 海栢花園公共運輸交匯處

曾是274P及285線的總站，現時並沒有巴士路線以此為總站，只有往香港教育大學及麥邊迴旋處之兩條專線小巴26及807B線以此為總站，亦有巴士路線途經外面西沙路（分站名稱為海栢花園）。由於巴士總站樓高不足4米，只能容許單層巴士使用，預計未來或不會再有巴士綫以此為總站。

## 被改為普通巴士站之巴士總站
- 坑口（安寧花園）巴士總站（現稱「培成路」巴士站）

位於香港新界西貢區坑口，曾是91M巴士總站，於2004年總站遷至寶林巴士總站。自此沒有巴士路線以此為總站。
- 圓洲角巴士總站（現稱「威爾斯親王醫院」巴士站）

位於香港新界沙田區圓洲角威爾斯親王醫院正座外，自從原以圓洲角為總站的巴士路線於2001年11月遷往愉翠苑後，一段時間內再沒有專營巴士以此為總站，但依然有巴士路線路經。直至89S線總站由黃泥頭遷往此站後才再次有巴士以其為總站，但其他途經此站的路線仍以威爾斯親王醫院稱呼此站。
- 鯉魚門（三家村碼頭）巴士總站（現稱「三家村碼頭」巴士站）

位於香港九龍觀塘區油塘，曾是14C、14X、62X巴士總站。於2013年10月14X線總站遷至崇信街，自此沒有巴士路線以此為總站，現成為14X線落客站。
- 打鼓嶺巴士總站（現稱「打鼓嶺警署」巴士站）

位於香港新界北區打鼓嶺﹐曾是79K巴士總站，於2017年5月總站遷至打鼓嶺 (松園下) 巴士總站後，現成為79K線的中途站。
- 新蒲崗四美街臨時總站

位於九龍黃大仙區新蒲崗工業區的東端，因位於采頤花園北面，故又稱「采頤花園（北）巴士站」，為配合觀塘繞道興建時徵用彩虹巴士總站用地，故興建此總站，於1989年1月11日啟用，而以彩虹邨為終點站之巴士路線亦於同日改以此站為總站，這時本站則命名為彩虹總站。1992年4月26日原彩虹巴士總站重新啟用，以此站為總站的巴士路綫搬回彩虹巴士總站。雖然現時並沒有巴士路線以此為總站，但仍有路線途經(分站名稱為四美街)，並有往西貢之兩條專線小巴1A線和1S線以此為總站，名為彩虹總站。此巴士站於2024年1月6日永久停用，屆時途經的路綫會遷往於鑽石山綜合發展區興建的新公共交通交匯處。

## 外形與巴士總站相似的巴士站
- 啟德花園巴士站

位於九龍黃大仙區啟德花園東南，於1998年建成，當時為了疏通大成街和彩虹道的行車流量，而把巴士站建成呈巴士總站狀，此一總站位置在1958年起是九巴「九龍城（機場跑道）總站」，服務黃大仙徙置大廈及啟德邨居民。
- apm創紀之城5期巴士站 (只限室內部分)

## 禁烟
部分有蓋巴士總站禁烟。香港立法會於2006年制定《2006年吸烟（公衆衛生）（修訂）條例》，授權當局指定禁烟區；2008年制定《定額罰款（吸烟）條例》，方便執法。當局公布一批公共運輸交匯處禁烟，2009年9月1日起生效。在推行禁煙的巴士總站，附近會有地圖標示禁煙區範圍。

## 外部連結
- 香港地方－道路及鐵路－巴士總站（一）香港九龍 （页面存档备份，存于）
- 香港地方－道路及鐵路－巴士總站（一）新界 （页面存档备份，存于）
- 立法會衞生事務委員會：吸煙罪行定額罰款制度的實施情況和在公共運輸交匯處劃定禁止吸煙區 （页面存档备份，存于）

1. ↑  . 香港01. 2018-10-18.
2. ↑  目前只有過海隧道巴士117線使用